# Matías Pérez Acuña
Matías Pérez Acuña (Buenos Aires, 9 de febrero de 1994), es un futbolista argentino que juega como lateral derecho. Actualmente se encuentra en Almirante Brown, equipo de la Primera Nacional.

## Carrera
Pérez Acuña llegó en las inferiores de Vélez Sársfield con solo 9 años de edad. Estrenó profesionalmente, a los 19 años, en la victoria por 3 a 2 sobre el Club Atlético Rosario Central, sustituyendo Fabián Cubero. Él fue lo 32.º jugador revelado por Ricardo Gareca en el club argentino. Quedó en el banco de reservas en el título de la Supercopa Argentina.

## Estadísticas

### Clubes
- Actualizado hasta el 6 de julio de 2025.

| Vélez Sarsfield Argentina | 1.ª                 | 2013-14             | 8   | 0 | 0  | 0 | 1 | 0 | 9   | 0 | 0    |
| Vélez Sarsfield Argentina | 1.ª                 | 2014                | 11  | 0 | 0  | 0 | - | - | 11  | 0 | 0    |
| Vélez Sarsfield Argentina | 1.ª                 | 2015                | 12  | 1 | 4  | 0 | - | - | 16  | 1 | 0.06 |
| Vélez Sarsfield Argentina | 1.ª                 | 2016                | 3   | 0 | 0  | 0 | - | - | 3   | 0 | 0    |
| Vélez Sarsfield Argentina | 1.ª                 | 2017-18             | 4   | 0 | 1  | 0 | - | - | 5   | 0 | 0    |
| Vélez Sarsfield Argentina | Total club          | Total club          | 38  | 1 | 5  | 0 | - | - | 43  | 1 | 0.02 |
| Quilmes Argentina | 1.ª                 | 2016-17             | 26  | 1 | 1  | 0 | - | - | 27  | 1 | 0.04 |
| Quilmes Argentina | Total club          | Total club          | 26  | 1 | 1  | 0 | - | - | 27  | 1 | 0.04 |
| Tigre Argentina | 1.ª                 | 2017-18             | 11  | 0 | 0  | 0 | - | - | 11  | 0 | 0    |
| Tigre Argentina | 1.ª                 | 2018-19             | 2   | 0 | 8  | 2 | - | - | 10  | 2 | 0.2  |
| Tigre Argentina | 2.ª                 | 2019-20             | 13  | 0 | 1  | 0 | 1 | 0 | 15  | 0 | 0    |
| Tigre Argentina | Total club          | Total club          | 26  | 0 | 9  | 2 | 1 | 0 | 36  | 2 | 0.06 |
| Estudiantes Argentina | 2.ª                 | 2021                | 8   | 0 | 1  | 0 | - | - | 9   | 0 | 0    |
| Estudiantes Argentina | Total club          | Total club          | 8   | 0 | 1  | 0 | - | - | 9   | 0 | 0    |
| Rapid de Bucarest · Rumania | 1.ª                 | 2021-22             | 2   | 0 | 0  | 0 | - | - | 2   | 0 | 0    |
| Rapid de Bucarest · Rumania | Total club          | Total club          | 2   | 0 | 0  | 0 | - | - | 2   | 0 | 0    |
| Badajoz · España | 3.ª                 | 2022-23             | 21  | 0 | -  | - | - | - | 21  | 0 | 0    |
| Badajoz · España | Total club          | Total club          | 21  | 0 | -  | - | - | - | 21  | 0 | 0    |
| Ordino · Andorra | 1.ª                 | 2023-24             | 7   | 0 | -  | - | - | - | 7   | 0 | 0    |
| Ordino · Andorra | Total club          | Total club          | 7   | 0 | -  | - | - | - | 7   | 0 | 0    |
| Alexandria · Rumania | 2.ª                 | 2023-24             | 8   | 0 | -  | - | - | - | 8   | 0 | 0    |
| Alexandria · Rumania | Total club          | Total club          | 8   | 0 | -  | - | - | - | 8   | 0 | 0    |
| Almirante Brown Argentina | 2.ª                 | 2025                | 6   | 1 | -  | - | - | - | 6   | 1 | 0.17 |
| Almirante Brown Argentina | Total club          | Total club          | 6   | 1 | -  | - | - | - | 6   | 1 | 0.17 |
| Total en su carrera | Total en su carrera | Total en su carrera | 142 | 3 | 16 | 2 | 2 | 0 | 160 | 5 | 0.03 |
| (1) Las copas nacionales se refiere a la Copa Argentina, la Copa de la Superliga Argentina, el Trofeo de Campeones de la Superliga Argentina y la Copa de Rumania. (2) Las copas internacionales se refiere a la Copa Libertadores y a la Copa Sudamericana. (3) Media de goles por encuentro. No incluye goles en partidos amistosos. |                     |                     |     |   |    |   |   |   |     |   |      |

## Palmarés

### Títulos nacionales
| Título              | Club            | País      | Año  |
| ------------------- | --------------- | --------- | ---- |
| Supercopa Argentina | Vélez Sarsfield | Argentina | 2013 |
| Copa Superliga      | Tigre           | Argentina | 2019 |

- Datos: Q19665131